# Christian Höcherl

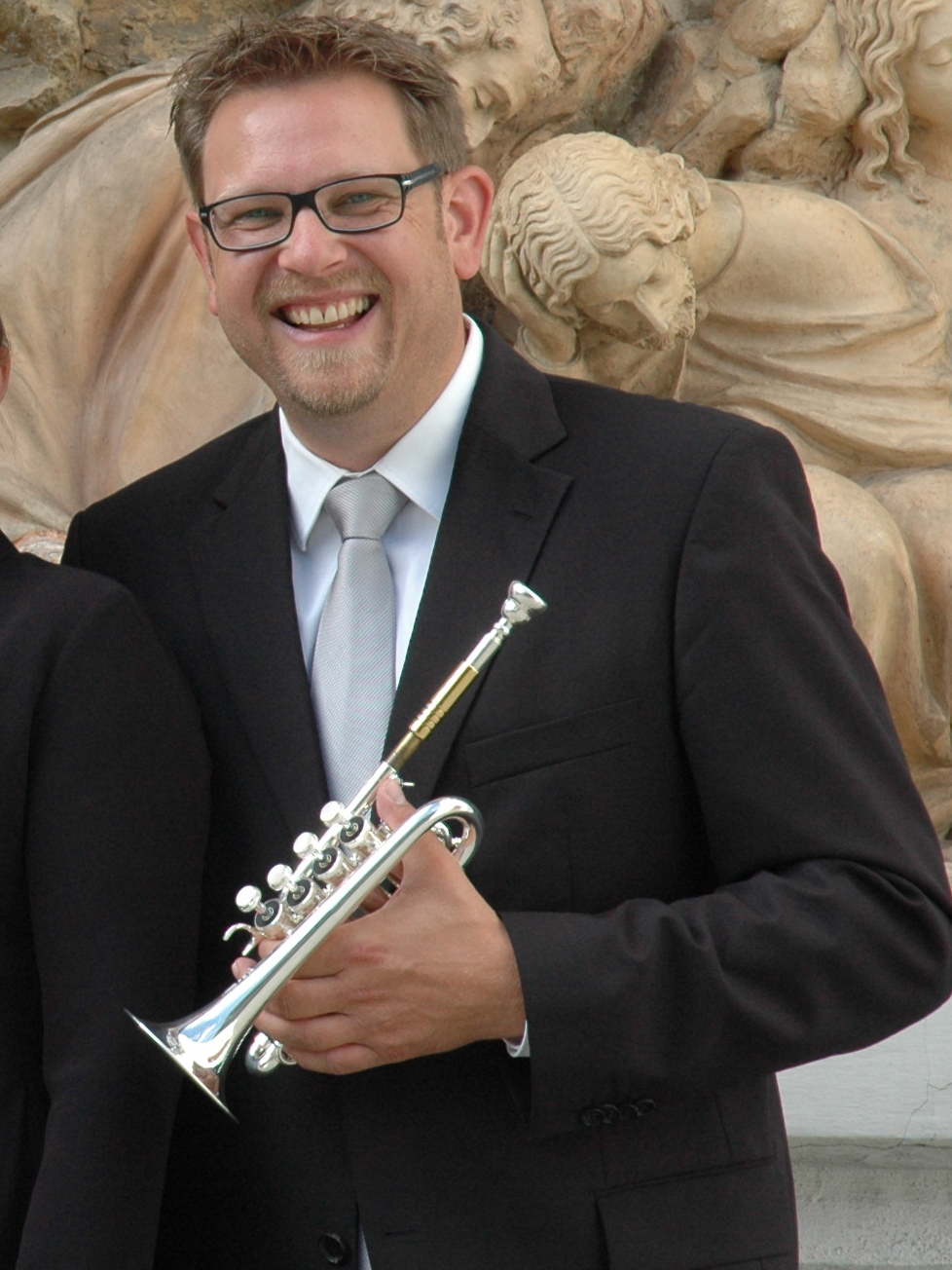
Christian Höcherl

Christian Höcherl (* 8. Dezember 1973 in Wörth an der Donau) ist ein deutscher Solo-Trompeter im Genre der klassischen Musik. Er gehört der Dresdner Philharmonie an.

## Leben
Im Alter von 15 Jahren erhielt Höcherl den ersten Trompetenunterricht am Anton-Bruckner-Gymnasium Straubing. Erste Orchestererfahrungen durfte er im Bayerischen Landesjugendorchester sammeln. Nachdem er ab 1990 Privatunterricht bei Paul Lachenmeir erhalten hatte, studierte er bei Lachenmeir an der Hochschule für Musik und Theater München und schloss 1999 sein Hauptfach Trompete bei Hannes Läubin mit Diplom ab.
Bis auf eine zweijährige Unterbrechung in den Jahren 2003 bis 2005, bei der er als stellvertretender Solo-Trompeter beim Münchner Rundfunkorchester wirkte, gehört er seit 1999 als Solo-Trompeter der Dresdner Philharmonie an.
Als Gasttrompeter tritt er bei den Sinfonieorchestern von NDR, SWR und BR sowie den Münchner Philharmonikern, dem Bayerischen Staatsorchester, dem Münchner Rundfunkorchester und der Staatskapelle Dresden unter Dirigenten wie Lorin Maazel, Rafael Frühbeck de Burgos, Zubin Mehta, Mariss Jansons, um nur einige zu nennen, auf.
Christian Höcherl widmet sich neben seiner Haupttätigkeit auch anderen Musikrichtungen. So spielt er bei zahlreichen Kammermusikgruppen, wie German Brass, Big Bands sowie bei Ernst Hutter & Die Egerländer Musikanten, für die er eine Polka komponierte.
Ebenso ist er Mitglied bei „die Schlenkerer“ und den Original Woodstock Musikanten.
Als Solist ist er unter anderem mit der Dresdner Philharmonie, dem Radiosinfonieorchester Pilsen, in der Dresdner Frauenkirche sowie bei verschiedenen Musikfestivals, Sommerkonzerten und bei Festspielen aufgetreten. Bei zahlreichen CD-Einspielungen mit diesen Ensembles und Orchestern ist sein künstlerisches Schaffen im In- und Ausland dokumentiert worden. Mit Ausnahme von Australien führte ihn die Musik auf alle Kontinente.
Als Dozent gibt er sein musikalisches Können und Wissen in verschiedenen Kursen weiter. Bei Musikwettbewerben fungiert er als Jurymitglied.
Christian Höcherl lebt in Hofdorf bei Wörth an der Donau.

## Kompositionen
- Meine Liebe (Polka), Komposition und Arrangement für Ernst Hutter und Die Egerländer Musikanten

- Von Herz zu Herz (Polka)